# Воюцький Еміліан
Еміліан Воюцький (31 березня 1850, м. Чернівці — 6 грудня 1920, м. Чернівці) — доктор теології, ректор Чернівецького університету у 1892-1893 та 1901-1902 навчальних роках, громадський діяч

## Біографія
У 1874 році закінчив теологічний заклад, що існував на той час у Чернівцях.
Потім навчався в університетах Відня, Інсбрука і Страсбурга.
Паралельно із здобуття освіти готувався стати учителем релігії, сумлінно вивчав Біблію, Старий Заповіт, східні мови.
Згодом його було призначено інспектором духовної православної семінарії.
Прагнучи присвятити себе служінню Богові, не полишав наукової діяльності, результатом чого стало визнання його 1879 року першим доктором теології православної церкви в Австро-Угорщині.
З 1884 року позаштатний, а з 1888 — штатний професор моральної теології.
Був членом державної екзаменаційної комісії для студентів-теологів.
Еміліана Воюцького тричі обирали деканом теологічного факультету: у 1890-1891, 1896-1897 та 1899-1900 навчальних роках.
У 1892-1893 та 1901-1902 навчальних роках обирався ректором Чернівецького університету.
Крім духовної і наукової, провадив активну громадську діяльність.
З 1894 до 1899 року був членом шкільної ради Буковини і багатьох інших організацій, які займалися розвитком науки, літератури і мистецтва на Буковині.

## Праці
- «Пророк Іоель» (1882);
- «Мораль Старого Заповіту» (1890);
- «Про забобони» (1893);

Велика кількість статей вийшла в церковно-літературних журналах «Candela», «Зібрання проповідей (настанов)» та інші.